# Encarsia antiopa
Encarsia antiopa är en stekelart som först beskrevs av Girault 1913.  Encarsia antiopa ingår i släktet Encarsia och familjen växtlussteklar. Inga underarter finns listade i Catalogue of Life.